# Bes (film)
Film Bes je posnet po resnični zgodbi in se dogaja med 2. svetovno vojno, aprila 1945, ko je bila nacistična Nemčija že proti koncu svojega poraza.
Govori o ameriški tankovski posadki in o tanku ki so ga poimenovali Bes (Fury).

## Zgodba
Film se začne po končani bitki, ko se Bes pokvari in ga poskušajo popraviti. Ko ga popravijo se pripeljejo v začasno ameriško oporišče kjer dobijo zamenjavo vojaka Normana (Logan Leman) za padlega tankista, ter še štiri dodatne tanke za podporo. Poveljnik Wardady (Brad Pitt) na začetku ni zadovoljen z njim saj še ni nikoli ustrelil človeka, ter tudi ostali tankisti ga najprej nadlegujejo ker je novinec, ampak to se spremeni, ko so dobijo nalogo, da morajo spraviti ujete vojake s polja in jih prepeljati na varno. Med potjo jim pot prekrižajo štirje nemški otroci, ki s panzerfaustom razstrelijo tank. Po bitki na polju so zmagali ter zajeli nemškega vojaka, ki ga aretirajo. Wardady pokliče Normana in ga prisili, da ga ustreli čeprav se je nemški vojak vdal. 
Ko Američani zavzamejo naslednje mesto, tam Norman spozna mlado Nemko Emmo (Alicia von Rittberg) v katero se zaljubi, vendar spet dobijo novo nalogo, da morajo zavarovati križišče pred nemško vojsko. Nato jih Nemci začnejo bombandirati kjer Emma ne preživi. Med potjo je Norman depresiven in žalosten zaradi izgube Emme.
Ko se peljejo mimo polja, jim pot prekriža nemški tank Tiger 1, ki uniči tri tanke, Besa pa poškoduje tako da jim prekini dovod elektrike in uniči radio, toda oni se odločijo, da bodo vseeno nadaljevali pot do križišča in ga ubranili. Ko se pripeljejo na križišče, zapeljejo na mino in ta jim uniči gosenico. Medtem, ko popravljajo gosenico gresta Norman in Grady  (Jon Bernthal) pregledat oskrbovalno postajo zraven križišča, kjer najdeta ogromno mrtvih nemških vojakov.
Ko prideta ven, Wardady pošlje Normana na stražo. Norman po nekaj minutah na straži zasliši prepevanje ter z grozo pogleda navzgor po cesti in teče nazaj do tanka.
Tam ga Wardady ustavi in vpraša zakaj ni na straži, on pa mu odgovori da prihaja Nemški SS bataljon. Vsa posadka se prestraši in ima namen zbežati v gozd, Wardady pa reče, da nikoli ni bežal in tudi zdaj ne bo, saj je tank njegov dom. Potem se mu pridruži še Norman in ostali trije. Biblija (Shia laBeouf) ga je vprašal, kakšen načrt ima in Wardady je z roko udaril ob tank in rekel: prinesite mi mrtvega švaba. Ko so nemci korakali proti njim so oni zažgali Nemca na tanku se zaprli noter in čakali. Ko so Nemci prišli do njih se je začel krvav spopad. Najprej so Nemce pokali kot za šalo, a ko jim je zmanjkalo streliva so morali iti venj po novo strelivo so jih nemci napadli z raketometalci panzerfaust kjer je padel Grady. Po njegovi smrti niso več mogli uporabljati glavnega Topa, zato so imeli samo še mitraljeze. Po parih minutah jim je spet zmanjkalo municije.
Wardady jim je rekel naj se nehajo kujati, saj imajo še mitralez m2hb in ročno orožje. Pri tem pa je bila slabost, da se niso mogli več boriti v tanku ampak so bili prisiljeni se boriti napol v tanku. Ko je Gordo (Michael Peña) metal bombe na Nemce ga je en ustrelil in je izpustil aktivirano bombo v tanku. Norman se je zadrl BOMBA! in Gordo jo je stisnil k sebi in se tako žrtvoval , da je rešil Normana. Ko je Wardady streljal z mitraljezem na Nemce je rekel bibliji naj mu da bombe in ravno ko je pogledal iz tanka in rekel >>tukaj<< je priletel naboj in ga zadel v oko. V Wardadyja pa je meril ostrostrelec in ga 3x ustrelil, vendar je preživel in se skril v tank. Tam mu je Norman rekel da se bo predal Nemcem, Wardady pa mu je rekel da ga bodo poslali v taborišče kjer bo umrl v mukah. Potem mu je rekel, da je pod njem odprtina po kateri lahko spleza ven. Takoj za tem so Nemci vrgli 2 bombi v tank in ravno ko je Norman splezal ven sta ekspodirali. Pod tankom si je skopal luknjo in skušal zaspati. zbudila pa ga je nekakšna lučka, ki je svetila vanj. Ko je pogledal, je videl, da nemški vojak sveti vanj in ga gleda toda se ga je usmilil in ga pustil živeti.
Naslednji dan je Normana zbudil konj ki je šel mimo. Nato je vstal in splezal nazaj v tank k Wardadiju in videl da ni preživel. Ko ga je pokril je slišal, da nekdo hodi po tanku, vzel je revolver in se ulegel pod odprtino in čakal da bodo odprli vrata. Ko so odprli vrata mu je odleglo ko je videl, da so Američani. Ko je prišel ven sta mu dva bolničarja pomagala na bolniško vozilo. Točno preden sta zaprla vrata mu je eden rekel >> hej junak si, veš to?<<, ko so ga odpeljali je še zadnič pogledal FURY-ja

### IGRALSKA ZASEDBA
Wardady-Brad Pitt
Norman-Logan Lerman
Grady-Jon Bernthal
Gordo-Michael Peña
Biblija-Shia Labeouf
Emma-Alicia von Rittberg
Emmina sestrična-Christina Ulfsparre

General-Jason Isaacs